# 331 (szám)
A 331 (római számmal: CCCXXXI) egy természetes szám, prímszám.

## A szám a matematikában
A tízes számrendszerbeli 331-es a kettes számrendszerben 101001011, a nyolcas számrendszerben 513, a tizenhatos számrendszerben 14B alakban írható fel.
A 331 páratlan szám, prímszám. Jó prím. Normálalakban a 3,31 · 102 szorzattal írható fel.
A 331 az első szám, ami minden nála kisebb számnál több, 24 különböző szám valódiosztó-összegeként áll elő, ezért erősen érinthető szám. (A238895 sorozat az OEIS-ben)
Első típusú köbös prím.
Középpontos ötszögszám. Középpontos hatszögszám.
A 331 négyzete 109 561, köbe 36 264 691, négyzetgyöke 18,19341, köbgyöke 6,91740, reciproka 0,0030211. A 331 egység sugarú kör kerülete 2079,73434 egység, területe 344 196,03272 területegység; a 331 egység sugarú gömb térfogata 151 905 182,4 térfogategység.